# 15. travnja
15. travnja (15. 4.) 105. je dan godine po gregorijanskom kalendaru (106. u prijestupnoj godini).
Do kraja godine ima još 260 dana.

## Događaji
- 1738. – U Londonu je prvi put izvedena Händelova opera Serse, nadahnuta perzijskim kraljem Kserksom I.
- 1755. – Objavljen je Johnsonov Rječnik engleskog jezika.
- 1912. – Putnički brod Titanic, potonuo je nakon sudara s ledenom santom.
- 1919. – U Zagrebu osnovan Jugoslavenski nogometni savez.
- 1941. – Službeno formiranje Vlade Nezavisne Države Hrvatske.
- 1947. – Afroamerikanac Jackie Robinson iz Brooklyn Dodgersa prešao je obojenu crtu u bejzbolu.
- 1985. – Marvin Hagler porazio je Thomasa Hearnsa i zadržao titulu svjetskog boksačkog prvaka u srednjoteškoj kategoriji.
- 1989. – Smrt Hua Yaobanga, bivšeg glavnog tajnika KP Kine, događaj koji će pokrenuti studentske prosvjede na pekinškom trgu Tiananmen (Trg nebeskog mira)
- 1989. – 95 poginulih na nogometnoj utakmici u Sheffieldu (Engleska)
- 2019. – Požar u katedrali Notre-Dam u Parizu

| - 1452. – Leonardo da Vinci, talijanski znanstvenik i umjetnik († 1519.) - 1707. – Leonhard Euler, švicarski matematičar, fizičar i astronom († 1783.) - 1832. – Wilhelm Busch, njemački slikar i književnik († 1908.) - 1833. – Maxwell Tylden Masters – engleski botaničar i taksonom († 1907.) - 1844. – Ferdo Becić, hrvatski književnik († 1916.) - 1883. – Juraj Lajtman, hrvatski svećenik i pisac († 1964.) - 1894. – Bessie Smith, američka jazz pjevačica († 1937.) - 1900. – Hijacint Bošković, hrv. dominikanski tomist, mislilac, filozof, bogoslov, prvi otvoreni kritičar nacizma u Europi († 1947.) - 1919. – Franjo Kuharić, hrvatski kardinal († 2002.) - 1949. – Ala Pugačova, ruska pjevačica - 1992. – John Guidetti, švedski nogometaš | - 1446. – Filippo Brunelleschi, talijanski arhitekt i kipar (* 1377.) - 1754. – Jacopo Riccati, talijanski matematičar (* 1676.) - 1765. – Mihail Vasiljevič Lomonosov, ruski znanstvenik i pjesnik (* 1711.) - 1865. – Abraham Lincoln, američki predsjednik i političar (* 1809.) - 1889. – Otac Damien, belgijski svećenik, svetac (* 1840.) - 1942. – Robert Musil, austrijski književnik (* 1880.) - 1980. – Jean-Paul Sartre, francuski filozof i književnik (* 1905.) - 1983. – Dragan Plamenac, hrvatski muzikolog i skladatelj (* 1895.) - 1989. – Ante Kaštelančić, hrvatski slikar (* 1911.) - 2017. – Emma Morano, najstarija osoba na svijetu (* 1899.) - Josip Manolić, hrvatski i jugoslavenski političar (* 1920.) |